# Cosmosoma hercyna
Cosmosoma hercyna là một loài bướm đêm thuộc phân họ Arctiinae, họ Erebidae.